# Marco Antonio y Cleopatra (película)
Marco Antonio y Cleopatra (Antony and Cleopatra) es una adaptación cinematográfica de 1972 de la obra del mismo nombre de William Shakespeare, dirigida y protagonizada por Charlton Heston, y realizada por Rank Organisation. Heston y Hildegarde Neil representan los papeles titulares de Marco Antonio y Cleopatra, con un reparto con Eric Porter, John Castle, Fernando Rey, Carmen Sevilla, Freddie Jones, Peter Arne, Douglas Wilmer, Julian Glover y Roger Delgado. La imagen fue producida por Peter Snell a partir de un guion de Federico De Urrutia y el director.

## Elenco
- Charlton Heston como Marco Antonio.
- Hildegarde Neil como Cleopatra.
- Eric Porter como Enobarbo.
- John Castle como Octavio César.
- Fernando Rey como Lépido.
- Carmen Sevilla como Octavia.
- Freddie Jones como Pompeyo.
- Peter Arne como Menas.
- Douglas Wilmer como Agripa.
- Roger Delgado como arúspice.
- Julian Glover como Proculeyo.

## Producción
Los distribuidores en 21 países aportaron el 65% del presupuesto de US$ 1.8 millones (que en realidad fue de US$ 2.7 millones, pero (Heston y Snell aplazaron sus tarifas). Un banco depositó el 35% restante. Heston le pidió a Orson Welles que dirigiera, pero Welles lo rechazó, por lo que decidió hacerlo él mismo.
La película fue rodada en España. Heston reutilizó las imágenes sobrantes de la batalla naval de su película Ben-Hur de 1959.